# قصر فخر الدين الثاني
قصر فخر الدين المعني الثاني هو قصر من القرن السابع عشر في دير القمر- قضاء الشوف في لبنان. تم بنائه من قبل الأمير فخر الدين المعني الثاني في أوائل القرن السابع عشر. ويضم متحف ماري باز ، وهو متحف لشمع، ويأوي أكثر من 40 تمثالًا من الشمع نابضة بالحياة وموزعة على عدة طوابق، ويجسّد كلّ منها أهم الشخصيات في تاريخ لبنان.

## روابط خارجية
- Deir el Qamar Website